# Иоанн VII (патриарх Константинопольский)
Патриарх Иоанн VII Грамматик (греч. Πατριάρχης Ιωάννης Ζ΄ Γραμματικός) — патриарх Константинопольский (21 января 837 — 4 марта 843).

## Происхождение
Биографические сведения об Иоанне очень противоречивы. Византийская иконопочитательская традиция, в связи с его иконоборческой деятельностью, многообразно исказила черты его личности. Ему обычно приписывают армянское происхождение, учитывая армянское имя его брата — Аршавир (арм. Արշավիր, греч. Αρσαβηρ). Последний был патрикием и был женат на Каломарии, сестре императрицы Феодоры. Об отце известно, что звали его Панкратиос Скиастес. Панкратиос является эллинизированной формой армянского имени Баграт, а Скиастес — одно из прозвищ древнегреческого бога Аполлона, означает «пророк, предсказатель». Более подробных свидетельств об отце Иоанна нет, но в исторических источниках упоминается некий астроном Панкратиос, который предсказал императору Константину победу против булгар. В 792 году Константин проиграл битву против болгар, среди павших были этот псевдопророк Панкратиос и Варда — стратиг фемы Армениаков, отец будущего императора Льва Армянина. По всей видимости, именно этот Панкратиос и был отцом Иоанна Грамматика, учитывая прозвище последнего «Скиастес». Такое обстоятельство объясняет и дружеские отношения между Львом Армянином и Иоанном, видимо, потеря отцов в одной и той же битве сблизила их. В то же время французский исследователь Поль Лемерль считает, что утверждение о его происхождении из Армении серьёзных оснований не имеет. Большинство источников называют его уроженцем Константинополя. Некоторые историки полагают, что иконоборческая деятельность Иоанна связана с его армянским происхождением, указывая, что многие иконоборцы IX века были армянами.

## Деятельность
По некоторым данным, в молодости занимался иконописью как ремеслом, потом стал преподавать; в 810-х годах уже имел славу человека весьма ученого и уважаемого (сохранились три письма к нему святого Феодора Студита) и получил прозвище «Грамматик». Иоанн возвысился во время правления иконоборческого императора Льва V Армянина. В 814 году стал его доверенным лицом, собирал для него материалы из писания и богословского наследия в подтверждение иконоборческого учения. После того как весной 815 года патриарх Никифор, отказавшийся отвергнуть иконы, был отправлен в ссылку, император Лев хотел сделать патриархом Иоанна, но синклитики воспротивились этому, поскольку Иоанн был ещё достаточно молод и не очень известен при дворе. Патриархом стал Феодот Мелиссин, бывший до того видным придворным; Иоанн стал игуменом константинопольского придворного монастыря святых Сергия и Вакха. Около 829—830 года Иоанн стал патриаршим синкеллом и вскоре был отправлен императором Феофилом послом в Багдад, к халифу Аль-Мамуну, где всех поразил своим умом и пророческим даром. Сохранилась его печать того времени с надписью: «Господи, помоги рабу Твоему Иоанну монаху, игумену Святого Сергия и синкеллу». 21 января 837 года Иоанн вступил на патриарший престол.
Согласно ходившим об Иоанне слухам, он занимался колдовством и гаданиями, но, судя по всему, это выдумки враждебных к нему иконопочитателей; на самом деле, по-видимому, Иоанн интересовался науками, в том числе алхимией, и, возможно, проводил какие-то химические опыты.
Патриарха Иоанна Грамматика, если верить «Житию», победил, выступив в диспуте против иконоборчества, юный богослов Константин «Философ», однако современные исследователи также считают этот эпизод вымышленным.
После смерти императора Феофила императрица Феодора начала переговоры с оппозицией иконопочитателей о прощении своего покойного мужа. Когда в начале 843 года соглашение было достигнуто, смещение Иоанна VII стало неизбежным. Императрица Феодора направила к Иоанну друнгария виглы Константина Армянина с предложением присоединиться к иконопочитателям или оставить патриарший престол. Иоанн отказался и, в результате стычки с воинами, пришедшими с друнгарием, получил раны в живот; тут же распространился слух, будто патриарха убили по приказанию императрицы; Феодора послала своего брата патрикия Варду замять дело, и в итоге происшествие было истолковано для публики так, будто патриарх нанес сам себе раны, чтобы вызвать скандал, — это послужило поводом для его низложения как покусившегося на самоубийство. Императрица, однако, не позволила его преследовать. Он был сослан в имение Психа на европейском берегу Босфора, недалеко от Константинополя, где он умер, вероятно, в 863 году, но в любом случае до 867 года. По хронике Георгия Амартола Иоанн во время ссылки в монастыре выскоблил глаза на иконе, за что «нанесли ему ременными плетьми 200 ран», однако современные ученые признают, что это выдумка враждебных к Иоанну иконопочитателей.

## Восприятие
Из-за того, что Иоанн был по сути «автором» всего второго иконоборчества и его главной интеллектуальной опорой, он вызвал на себя большую ненависть иконопочитателей, которые разукрасили его имя разнообразными, иногда нелепыми легендами; но даже при такой враждебности в хрониках можно найти ясные следы другой традиции (у того же Продолжателя Феофана, например), которая в наиболее краткой форме выражена в позднейшей хроники Михаила Глики, назвавшего последнего иконоборческого патриарха «великим Иоанном». Его преемник Мефодий I сурово порицал его за иконоборчество в каноне на Торжество православия, который он написал в 843—844 гг.. Спустя несколько лет после смерти Иоанна по приказу императора Михаила III останки были эксгумированы, преданы поруганию на константинопольском ипподроме вместе с костями императора Константина V и сожжены.
Из творений Иоанна сохранились только несколько отрывков в анонимном неизданном опровержении иконоборцев; отрывки опубликовал J. Gouillard в 1966 году.